# Georges Mangin
Pour les articles homonymes, voir Mangin.
Georges Léonce Mangin (Commercy, 5 février 1873 - vers Tidjikdja, 13 juin 1908) est un officier d'infanterie coloniale et explorateur français.

## Biographie
Frère de Charles Mangin, il sort de Saint-Cyr en 1896 et choisit l'infanterie de marine. Envoyé au Soudan, lieutenant, il participe en mai 1898 au siège de Sikasso puis, le 29 septembre 1898, à la capture de Samory.
Avec Alfred Louis Woelffel, il est ensuite chargé d'explorer les confins Guinée-Côte d'Ivoire pour y étudier les possibilités de communications entre la côte et le haut Soudan. En mars 1899, les deux hommes partent de Beyla et doivent livrer de nombreuses batailles pour atteindre Touba, Doué et Man. Ils fondent alors le poste de Nouantogloui (24 juillet 1899) sur un affluent de la Sassandra, le Zo.
Alors en reconnaissance dans le sud-est, Mangin est grièvement blessé à Logoualé. La mission doit faire demi-tour et tente de rejoindre la mission d'Henri d'Ollone et de Jean Hostains en passant par N'Zo et Beyla où a lieu la jonction en décembre 1899. Elle aura eu pour mérite de montrer la richesse en kolatier et en laines à caoutchouc des bassins supérieurs du Cavally et de la Sassandra.
Après une convalescence en France, Mangin sert à Zinder où lors d'expéditions de contre-rezzou, il explore les confins du Tchad, le Kanem et le Borkou dont il établit une carte-reconnaissance qu'il donne à la Société de géographie de Paris en 1907.
Parti en Mauritanie, il est tué dans le Tagant, vers Tidjikdja, le 13 juin 1908, près du lieu où fut assassiné Xavier Coppolani, trois ans avant.